# Maclovio Rojas
Maclovio Rojas är en ort i Mexiko.   Den ligger i kommunen Tijuana och delstaten Baja California, i den nordvästra delen av landet, 2 300 km nordväst om huvudstaden Mexico City. Maclovio Rojas ligger 187 meter över havet och antalet invånare är 7 279.
Terrängen runt Maclovio Rojas är huvudsakligen kuperad, men den allra närmaste omgivningen är platt. Runt Maclovio Rojas är det tätbefolkat, med 913 invånare per kvadratkilometer. Närmaste större samhälle är Tijuana, 19,1 km väster om Maclovio Rojas. Omgivningarna runt Maclovio Rojas är i huvudsak ett öppet busklandskap.